# Торса (заповедник)
Заповедник Торса — охраняемая природная территория, расположенная в высокогорьях (высоты от 1400 м до 4800 м н.у.м.) на западе Бутана, в районах Хаа и Самце. Площадь около 644 км². Заповедник граничит с индийским штатом Сикким и с Китаем. Является строгим природным резерватом — на территории заповедника отсутствует постоянное население. Он был создан для защиты лесов умеренного пояса в западном регионе страны и малых озёр Sinchulungpa.
В заповеднике высокий уровень биоразнообразия и он является значимой территорией для охраны птиц в Бутане. Поясная растительность включает широколиственные вечнозелёные и листопадные леса, хвойные леса,  альпийские и субальпийские луга и кустарники. Из редких видов птиц здесь встречаются красногрудая кустарниковая куропатка, древесный бекас и находящийся под угрозой исчезновения непальский калао.